# مجزرة دهوك
هي مجزرة حدثت في قضاء دهوك، بعد فشل انقلاب الشواف في الموصل، حيث قُتل هناك قائم مقام دهوك عبد الله الجبوري، وطبيبها سعد الدين الجلبي، ومأمون المركز قاسم الخشاب إذ قتلوا في محل كازينو، وسحلوا في الشوارع وحصل التمثيل بجثثهم.

## مجريات المجزرة
خلال أحداث انقلاب الشواف، خطب قائم مقام دهوك عبد الله الجبوري في الجمهور معلنا دعمه وولاءه للحكومة، إلا أن ذلك لم يجدي معهُ نفعاً، فقبض عليهِ من قبل بعض الشيوعيين، وكذلك الطبيب سعد الدين الجلبي ومأمون المركز قاسم الخشاب، واعتقلوا ثلاثتهم ووضعوا في محل كازينو خاص، وفي اليوم التالي وبعد فشل الانقلاب قتلوهم وحصل التمثيل بجثثهم وسحلوا في الشوارع.